# Aeroportul Internațional Mărculești
Aeroportul Internațional Mărculești este un aeroportcreat în baza aerodromului militar sovietic aflat în satul Lunga, cu pericol grav de sănătate publică și dezastrul ecologic care durează mai mult de 50 de ani (apa din fântâni curge cu kerosen), din nordul Republicii Moldova, fondat în anul 2004, în baza unității militare din această localitate. Este amplasat la 10 km distanță de Florești, 40 km - mun. Bălți și 150 km - mun. Chișinău. Aeroportul are o suprafață de 265,2 ha și era utilizat anterior pentru deservirea aeronavelor militare, din dotarea Forțelor Armate Republicii Moldova.

## Istoric
În primăvara anului 1944, Regimentul 511 de Aviație de Recunoaștere Independent (rusă 511 ОРАП) a desfășurat o serie de redeplasări strategice în contextul ofensivei sovietice în sud-vestul Ucrainei și în Basarabia.
În data de 5 aprilie 1944, Escadrila 1 a fost redislocată de pe aerodromul Uman pe aerodromul Trostianeț, iar în 20 aprilie, Escadrila 2 s-a mutat, de asemenea, de la Uman pe locul actualului aerodromului Mărculești, această zonă fiind utilizată pentru prima dată după experiența luptelor aeriene și a bombardamentelor aerodromurilor Bălțene (prea vizibile) din 1941 și din martie 1944 în cadrul Ofensivei Uman–Botoșani - regiunea aerodromului temporar auxiliar intermediar pentru aerodromurile militare Bălțene, anume în depărtare de Bălți, la satul Lunga, era mai puțin vizibilă, fiind aflată la o altitudine mai mică (la Lungă 84-96m), cu dealuri împrejur până la 300m, ascunsă din vest de orașul Bălți si orientată direct spre vest (România în cadrul Operațiunii Iași-Chișinău). Grigorii Leadov, care făcea parte a regimentului 511, a fost doborât în 31 mai 1944 pe lângă fostul Aerodrom Bălți-Singureni și actualul Aeroport Internațional Bălți.
În 3 mai 1944, comandamentul regimentului a fost transferat de la Trostianeț pe aerodromul improvizat Mărculești, împreună cu Escadrila 1, în timp ce Escadrila 2 a fost dislocată pe aerodromul Bălți-Singureni și pe aerodromul auxiliar vecin Bălți-Strîmba.
În luna august 1944, regimentul era staționat pe aerodromul Bălți în nordul Basarabiei.
Până în data de 6 septembrie 1944, unitatea a fost redislocată de pe aerodromul Bălți-Singureni și aerodromul auxiliar Bălți-Strîmba pe aerodromul Buzău, în sudul României, în urma avansului trupelor sovietice și a schimbării situației politico-militare din regiune.

## Trafic ilegal de arme, funcționarea defectuoasă
Mai multe activități suspecte au fost constate: de la aterizări neclare și depozite neautorizate cu armament până la vânzări ilegale și fapte de delapidare care implică instituții statale.

### Aterizări suspecte și lipsa explicațiilor
Nave suspecte aterizau pe aeroport și staționau fără explicații. Un exemplu semnificativ a fost cel al unui Boeing de pasageri, citat de fostul director al Î.S. AIM:
„De exemplu, un Boeing care transporă pasageri a aterizat în una dintre zile pe aeroport. Membrii echipajului au evitat să răspundă la întrebările mele. Am stat trei ore lângă ei ca să văd ce fac. Au venit vameșii, polițiștii de frontieră și tot mă întrebau ce s-a întâmplat. După trei ore, avionul a decolat. Au fost mai multe asemenea cazuri.”

### Lipsa inventarierii și controlul inadecvat
În 2018, aeroportul a intrat în subordinea Ministerului Economiei și Infrastructurii „doar pe hârtie”, fără a se efectua o inventariere reală. În timpul unui control, a fost descoperit un depozit cu lăzi care conținea diverse tipuri de armament (arme de asalt, mitraliere, muniții și rachete aer-aer) care nu erau înregistrate oficial și despre care militarii erau lipsiți de informații.

### Furnizarea de armament și problema juridică
Ulterior, s-a constatat că armamentul și munițiile erau furnizate de către Ministerul Apărării, ca mijloc de fortificare a bugetului Aeroportului Mărculești. Fostul director Maiduc sublinia faptul că statul, prin intermediul instituțiilor, nu a reacționat adecvat la descoperirile făcute:
„Întreprinderea de stat a primit de la Ministerul Apărării rachete.”

### Depozit în imediata apropiere de pistă
În data de 16 mai 2018, Maiduc a semnalat existența unui alt depozit cu armament, situat la doar cinci metri de pistă – o zonă strict interzisă din motive de securitate. Deși a notificat poliția și procuratura (inclusiv pe Eduard Harunjen), niciuna dintre autorități nu a luat măsuri ulterioare, ceea ce l-a determinat să declare: „Ministrul Apărării trebuie să facă o inventariere pentru a stabili cât armament există pe teritoriul Republicii Moldova.”

### Vânzări ilegale de armament și delapidări
Se subliniază faptul că de pe Aeroportul Mărculești s-au efectuat vânzări continue de armament și muniții, inclusiv pentru avioanele MIG, adesea la prețuri extrem de reduse. Un exemplu concret este cazul: „De exemplu, ministrul Anatol Șalaru a vândut trei unități de complex S 125 contra 600.000 de dolari. Din acești bani, niciun bănuț nu a ajuns la Aeroportul Mărculești. Rachetele au fost revândute ulterior contra 6 milioane de dolari de către firma ucraineană.” Mai mult, s-a raportat că o firmă ucraineană, după achiziționarea acestor rachete, le-a revândut organizației teroriste „Statul Islamic”, conform unor rapoarte NATO.
În 2015, compania offshore britanică S-Profit Ltd (comerțul cu armament în Sudanul de Sud în perioada 2013–2020) a achiziționat de la Aeroportul Internațional Mărculești un lot de 1.390 de rachete S-8 pentru suma de 216.150 USD, dar livrarea nu a fost efectuată din cauza lipsei autorizației de export. În 2018, compania a formulat pretenții financiare de peste 4 milioane de lei, reprezentând penalități de întârziere. Tranzacțiile cu armament implicând S-Profit Ltd, inclusiv o vânzare de rachete S-125 din 2016, fac obiectul unei investigații OCCRP. Firma are legături cu compania ucraineană Techimpex, activă în domeniul reparației și al modernizării de echipamente militare, care este menționată în rapoarte Amnesty International și OCCRP pentru legături cu comerțul de arme în zone de conflict. Același offshore a fost câștigător al licitației pentru vânzarea complexelor de rachete S-125. S-Profit Ltd a plătit, în februarie 2016, 660.000 de dolari pentru complexele cu bucluc. Această tranzacție este investigată de procurorii PRCOC. Foștii factori de decizie ai Aeroportului Internațional Mărculești sunt acuzați că și-au depășit atribuțiile de serviciu.

### Distrugerea avioanelor MIG
Fostul director a relatat faptul că, dintre cele șase avioane MIG-29 existente la aeroport, practic nu au mai rămas elemente funcționale, ci doar cabine; părți esențiale au fost demontate și vândute pe piața neagră: „Am observat în mai multe rânduri că avioanele dispăreau de pe pistă, de fapt, erau băgate în depozitul unui rezident unde se scoteau cele mai importante piese. O piesă ar putea să coste 500.000 de dolari. Din aceste avioane nu au mai rămas decât cabinele, iar piesele sunt vândute la negru. Astăzi nu mai știe nimeni cine a scos piesele.”

### Închiderea pistei din cauza pericolului de exploatare
Pista de aterizare a fost construită în 1960, fără ca reparații capitale să fie făcute vreodată. Pista prezintă numeroase crăpături, găuri și denivelări (marcate cu stegulețe) care fac aterizarea avioanelor periculoasă. Au fost convocate patru comisii de la Autoritatea Aeronautică Civilă a Republicii Moldova, care prin expertiza a stabilit necesitatea urgentă a reparației pistei. Directorul Î.S. AIM a închis pista din cauza pericolului de exploatare.

## Statut juridic
În 10 iulie 2008, Parlamentul Republicii Moldova a aprobat Legea cu privire la Aeroportul Internațional Liber „Mărculești”. Documentul prevede crearea unei zone economice libere, în cadrul căreia vor fi utilizate infrastructura și teritoriul aeroportului. Atât aeroportul, cât și zona economică liberă sunt gestionate de către Întreprinderea de Stat „Aeroportul Internațional Mărculești”, în calitate de Investitor General.

## Decizia politică PAS (continuarea și implementarea politicilor PSRM și PD)
Marin Ciobanu a pretins că companiile germane Lufthansa Cargo și Fraport sunt interesate de investiții în dezvoltarea aerodromului Mărculești. Marin Ciobanu este director ZEL Bălți, care, conform hotărârii Guvernului RM din 2010, este obligată să construiască bunurile imobile la Aeroportul Internațional Bălți și până în ziua de astăzi nu și-a executat obligațiunea. Ca urmare a transferului în beneficiul ZEL Bălți al teritoriului fostului Aeroport Bălți-Oraș, pe teritoriul acestui aeroport astăzi, în pofida prevederilor studiului de fezabilitate, au fost construite și mai multe clădiri și complexe de agrement și distracții aflate nemijlocit în teritoriul ZEL Bălți extins la Bălți, printre care Goldhaus Bier & Steakhaus (restaurant și sala de recepții) și parcul acvatic/centrul spa Aqua Fantastic pe str. Aerodromului 1, ambele fiind gestionate de S.R.L. Diamondhouse (Vladimir Ciobanu fiind unul dintre fondatori).
În august 2022, vicepremierul Andrei Spînu (PAS), fără întocmirea studiului de fezabilitate prealabil și a expertizei tehnice prealabile, care a fost prevăzută de fostul prim-ministru Ion Chicu a anunțat că aeroportul va fi modernizat până în 2025 și vor fi deservite zone low-cost. În planul de modernizare este prevăzută construcția unui terminal, a unor spații de parcare și a unor drumuri de acces. Anunțul PAS se înscrie în logica anunțurilor precedente politice fără fundamentare tehnică PSRM și PD